# Wenderson Oliveira do Nascimento
Wenderson Oliveira do Nascimento, noto anche con lo pseudonimo di Wenderson (Ceará-Mirim, 24 aprile 1999), è un calciatore brasiliano, attaccante dell'Elfsborg.

## Carriera
Wenderson è stato inizialmente un giocatore delle giovanili dell'ABC. Tra il 2016 e il 2018 ha giocato nelle giovanili del Atlético Mineiro. Successivamente è tornato all'ABC, con cui militato anche in prima squadra tra il 2019 e il 2020 tra Série C e D.
Prima della stagione 2021 è stato acquistato dall'IFK Värnamo, società militante all'epoca nella seconda serie svedese. Wenderson ha esordito in Superettan il 10 aprile 2021, in una sconfitta per 2-0 contro il Landskrona BoIS, entrando al minuto 81 in sostituzione di Alhassan Kamara. Durante la stagione 2021, con 2 reti e 4 assist in 24 presenze ha contribuito alla promozione della squadra in Allsvenskan per la prima volta nella storia del club. Il 3 aprile 2022 esordisce nella massima serie svedese, disputando l'incontro perso per 2-1 contro l'IFK Göteborg. Trova la sua prima rete in campionato il 24 luglio successivo, in occasione dell'incontro perso per 2-3 contro l'AIK. Nel febbraio 2024 ha rinnovato il contratto con il club fino al termine della stagione 2027. La sua parentesi nel club si è interrotta nel luglio 2025, quando la società, in quel momento ultima in classifica, vista anche la volontà del giocatore, lo ha ceduto a campionato in corso. In quattro anni e mezzo con la maglia biancoblù ha totalizzato 129 presenze ufficiali, di cui 96 in Allsvenskan.
Il 15 luglio 2025 è quindi stato acquistato ufficialmente da un'altra squadra svedese, l'Elfsborg, che in quel momento occupava il quarto posto nell'Allsvenskan 2025.

## Statistiche

### Presenze e reti nei club
Statistiche aggiornate al 21 novembre 2022.
| Stagione           | Squadra            | Campionato         | Campionato | Campionato | Coppe nazionali | Coppe nazionali | Coppe nazionali | Coppe continentali | Coppe continentali | Coppe continentali | Altre coppe | Altre coppe | Altre coppe | Totale | Totale |
| Stagione           | Squadra            | Comp               | Pres       | Reti       | Comp            | Pres            | Reti            | Comp               | Pres               | Reti               | Comp        | Pres        | Reti        | Pres   | Reti   |
| ------------------ | ------------------ | ------------------ | ---------- | ---------- | --------------- | --------------- | --------------- | ------------------ | ------------------ | ------------------ | ----------- | ----------- | ----------- | ------ | ------ |
| 2019               | ABC                | PD/RN+C            | 4+6        | 0          | CB              | 0               | 0               |                    | -                  | -                  | CdN         | 2           | 0           | 12     | 0      |
| 2020               | ABC                | PD/RN+D            | 8+7        | 0          | CB              | 1               | 0               |                    | -                  | -                  | CdN         | 4           | 0           | 20     | 0      |
| Totale ABC         | Totale ABC         | Totale ABC         | 25         | 0          |                 | 1               | 0               |                    | -                  | -                  |             | 6           | 0           | 32     | 0      |
| 2021               | IFK Värnamo        | S1                 | 24         | 2          |                 | -               | -               |                    | -                  | -                  |             | -           | -           | 24     | 2      |
| 2022               | IFK Värnamo        | A                  | 27         | 1          | CS              | 2               | 0               |                    | -                  | -                  |             | -           | -           | 29     | 1      |
| Totale IFK Värnamo | Totale IFK Värnamo | Totale IFK Värnamo | 51         | 3          |                 | 2               | 0               |                    | -                  | -                  |             | -           | -           | 53     | 3      |
| Totale carriera    | Totale carriera    | Totale carriera    | 76         | 3          |                 | 3               | 0               |                    | -                  | -                  |             | 6           | 0           | 85     | 3      |

## Palmarès

### Club

#### Competizioni statali
- Campionato Potiguar: 1

ABC: 2020

#### Competizioni nazionali
- Superettan: 1

IFK Värnamo: 2021